# Нарбикова, Валерия Спартаковна
Вале́рия Спарта́ковна На́рбикова (24 февраля 1958, Москва — 9 ноября 2024) — российский прозаик и художница.

## Биография
Валерия Нарбикова родилась 24 февраля 1958 года в Москве.
Окончила Литературный институт имени А. М. Горького. Дебютировала в 1978 году подборкой стихов в альманахе «День поэзии», систематически публиковалась как прозаик с 1988 года.
В 1992 году в «Известиях» впервые вышла большая критическая статья о повести Нарбиковой «Равновесие света дневных и ночных звёзд» (К. Кедров «В пространстве любви и свободы»).
Печаталась в журналах «Знамя», «Стрелец», «Крещатик», «Юность», «Лиффт» и др. Изданы шесть книг в России, а также пять (в переводах) — во Франции, Германии, Голландии, Италии, Чехословакии.
Была замужем за галеристом и издателем Александром Глезером, сказавшим в интервью 2003 года: «В моём журнале „Стрелец“ собираюсь напечатать последнюю книгу моей бывшей жены писательницы Валерии Нарбиковой, которую никто не хочет издавать в России, потому что в ней слишком много „откровенного“. Но мат, эротические сцены, которые не служат эпатажу, для меня в порядке вещей».
Член Союза писателей Москвы, Русского ПЕН-центра (в феврале 1995 вышла из исполкома ПЕН-центра после того, как ПЕН-центр отказал в приёме её мужу Александру Глезеру), антидиффамационной лиги (1993), редакционного совета журнала «Юность» и «Журнала ПОэтов» (1995). Удостоена присуждавшейся журналом Александра Глезера «Стрелец» Премии имени Владимира Набокова (1995, 1996).
Серьёзно занималась живописью; демонстрировала свои работы на выставках начиная с 1997 года.
В 2004 году приняла посвящение в ДООС (Добровольное общество охраны стрекоз, созданное К. Кедровым) в Галерее ТВ АРТ.
Умерла 9 ноября 2024 года в возрасте 66 лет. Похоронена на Хованском кладбище.

### Книги
1. План первого лица. И второго. 1989;
2. Равновесие света дневных и ночных звёзд: Повесть. — М.: Всесоюзный молодёжный книжный центр, 1990. — 205 с.
3. Ад как да — да как ад. 1991;
4. Около эколо… Повести. — М.: Exlibris; Издательство советско-британского СП «Слово», 1992. — 283 с.
5. Избранное, или Шепот шума: Романы. Повесть. — М.: Париж — Нью-Йорк: Третья волна, 1994. — 332 с.
6. Время в пути. — М.: Третья волна, 1997.
7. Сквозь К… / Константин Кедров, Валерия Нарбикова, Елена Кацюба при участии Виллема Г. Вестстейна и М. Дзюбенко — М. : ДООС : Элинин, 2005. — 170 с. — ISBN 5-86280-102-2.
8. Равновесие света дневных и ночных звёзд: Роман. — М.: Новое литературное обозрение, 2013. — 224 с. — (Уроки русского)

### Книги, изданные в переводах
1. Около эколо. — Париж: Альбен Мишель, 1992. (голл. яз.)
2. Равновесие света дневных и ночных звёзд. — Амстердам: Верелдбиблиотик, 1992.
3. Около эколо. — Амстердам: Верелдбиблиотик, 1993 (нем. яз.)
4. Равновесие света дневных и ночных звёзд.: Франкфурт-на-Майне: Зуркамп, 1993.
5. Пробег — про бег. — Франкфурт-на-Майне: Зуркамп, 1994.

### Публикации в журналах
1. Равновесие света дневных и ночных звёзд // Юность. — 1988
2. План первого лица. И второго // Третья модернизация. — 1989
3. Около эколо… // Юность. — 1990
4. Пробег — про бег // Знамя. — 1990
5. …И путешествие // Знамя. — 1996
6. Инициалы // Стрелец. — 1996
7. Девочка показывает // Знамя. — 1998
8. Султан и отшельник // Крещатик. — 2006
9. Вот уже который год // Дети Ра. — 2009
10. Сквозь // Перемены. — 2011—2012
11. …И путешествие // Перемены. — 2012

## Награды
- Серебряная медаль Международного фестиваля фестивалей «ЛиФФт» (2017)[9].